# Rimavské Brezovo
Rimavské Brezovo (ungarisch Rimabrézó – bis 1907 Rimabrezó) ist eine kleine Gemeinde in der Süd-Mitte der Slowakei mit 495 Einwohnern (Stand 31. Dezember 2024), die im Okres Rimavská Sobota, einem Kreis des Banskobystrický kraj, liegt und zur Landschaft Gemer gezählt wird.

## Geographie
Die Gemeinde befindet sich im Slowakischen Erzgebirge, noch genauer in dessen Unterteil Revúcka vrchovina (Rauschenbacher Bergland), mehrheitlich am rechten Ufer der Rimava. Das Ortszentrum liegt auf einer Höhe von 275 m n.m. und ist 20 Kilometer von Rimavská Sobota entfernt.
Nachbargemeinden sind Hnúšťa im Norden, Kyjatice im Nordosten, Babinec und Kraskovo im Südosten und Rimavská Baňa im Süden und Westen.

## Geschichte

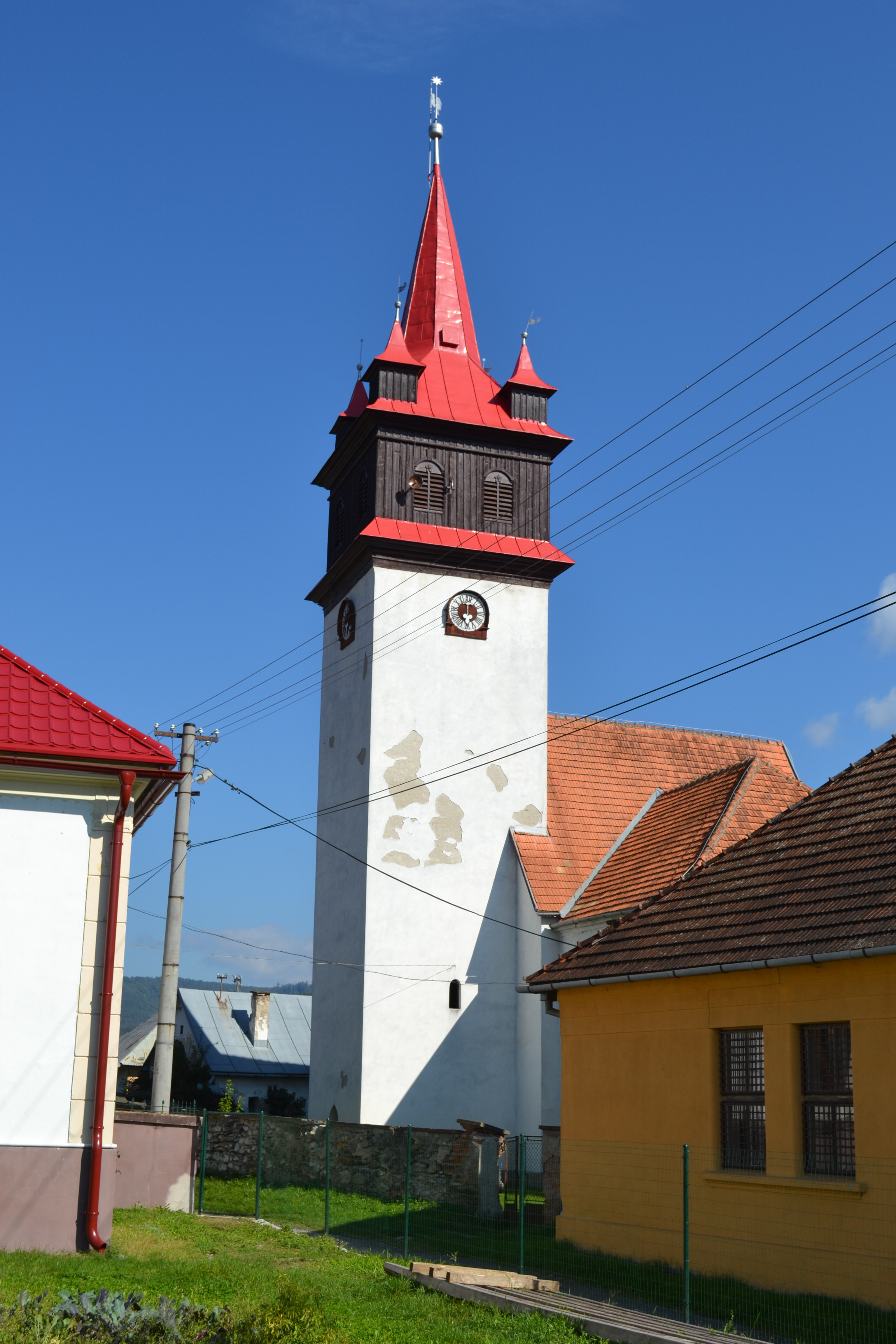
Evangelische Kirche

Der Ort wurde zum ersten Mal 1334 als Brezou schriftlich erwähnt, damals als Gut des Bischofs von Kalocsa in der historischen Landschaft Kleinhont, lange Zeit Exklave der Gespanschaft Hont. Im 15. Jahrhundert kam er zum Herrschaftsgut der Burg Hajnáčka, ab dem 17. Jahrhundert wechselten sich verschiedene Kleinadelige ab. Im 18. Jahrhundert arbeitete hier eine Glashütte, 1770 wurde ein Eisenwerk gegründet, die im 19. Jahrhundert von den Rimamurány-Gesellschaft übernommen und 1881 eingestellt wurde. 1828 zählte man 65 Häuser und 503 Einwohner, die nicht nur von Landwirtschaft lebten, sondern auch in den lokalen Industrieanlagen arbeiteten.
Bis 1918 gehörte der im Komitat Gemer und Kleinhont liegende Ort zum Königreich Ungarn und kam danach zur Tschechoslowakei beziehungsweise Slowakei.

## Bevölkerung
| Jahr                | 1994 | 2004    | 2014    | 2024    |
| ------------------- | ---- | ------- | ------- | ------- |
| Anzahl der Personen | 492  | 513     | 529     | 495     |
| Unterschied         |      | +4,26 % | +3,11 % | −6,42 % |

| Jahr                | 2023 | 2024    |
| ------------------- | ---- | ------- |
| Anzahl der Personen | 506  | 495     |
| Unterschied         |      | −2,17 % |

Gemäß der Volkszählung 2011 wohnten in Rimavské Brezovo 557 Einwohner, davon 473 Slowaken, fünf Magyaren, zwei Tschechen und jeweils ein Deutscher und Roma; zwei Einwohner gaben eine andere Ethnie an. 73 Einwohner machten keine Angabe. 281 Einwohner bekannten sich zur römisch-katholischen Kirche, 92 Einwohner zur evangelischen Kirche A. B., drei Einwohner zur evangelisch-methodistischen Kirche und jeweils ein Einwohner zur griechisch-katholischen Kirche sowie zur reformierten Kirche; ein Einwohner bekannte sich zu einer anderen Konfession. 95 Einwohner waren konfessionslos und bei 83 Einwohnern wurde die Konfession nicht ermittelt.

## Bauwerke
- evangelische Kirche im gotischen Stil aus dem 13. Jahrhundert, 1893 erweitert, mit wertvollen mittelalterlichen Wandmalereien im Inneren

## Verkehr
Durch Rimavské Brezovo verläuft die Straße 1. Ordnung 72 zwischen Rimavská Sobota und Brezno.
Am linken Ufer der Rimava befindet sich eine Haltestelle an der Bahnstrecke Jesenské–Tisovec, mit einigen Lokalzugverbindungen pro Tag (Fahrplan 2014/15).